# 喜多村政信
喜多村 政信 （きたむら まさのぶ、生没年不詳）は、安土桃山時代から江戸時代初期にかけての武将。通称、三右衛門。

## 来歴
摂津国の土豪・喜多村秀政の息子として誕生。
父・秀政は細川家の家臣だったが理由があって致仕し、摂津の野里村に住み郷士となる。
政信は松永久秀を烏帽子親として成人した。
1614年、大坂冬の陣が起こる直前に豊臣秀頼に召され、中島・佃・大和田・加島など、大坂の住民を率いて参戦する。政信は片桐且元の部将・牧野治右衛門と槍を合わせ首を取り、その他にも首級23を得た。また、池田利隆軍を撃破するなど活躍し秀頼から褒美を与えられた。
夏の陣の天王寺・岡山の戦いでは大坂城の青屋口を守っていたが豊臣軍が敗れると、阿波国に逃れる。しかし陣後の残党の追尾が激しく、松平忠明に自首した。
幕府は政信を大坂の鎮撫に必要だと判断し『秀頼の領民が忠誠を尽くすのは当然』という理由をつけて釈放した。その後の動向は不明。

## 参考資料
- 三善貞司（編）『大阪人物辞典』文堂出版、2000年
- 『難波戦記』[要文献特定詳細情報]